# اسمی فیسر
اسمی فیسر (انگلیسی: Esmee Visser؛ زادهٔ ۲۷ ژانویهٔ ۱۹۹۶) اسکیت‌باز سرعت اهل هلند است.